# گروه سی‌جی
گروه سی‌جی (به انگلیسی: CJ Group) شرکت هلدینگ خوشه‌ای کره‌ای است، که از طریق شرکت‌های تابعه و زیرمجموعه بسیاری که دارد، در حوزه‌های گوناگونی فعالیت می‌کند، اما تمرکز اصلی آن، بر ۴ بخش ارائه خدمات و تولید مواد غذایی، خدمات لجستیکی، رسانه‌های گروهی و داروسازی معطوف می‌باشد، همچنین از طریق شرکت‌های فرعی خود نیز در حوزه‌هایی چون ساخت‌وساز: شامل املاک و مستغلات مسکونی، تجاری و اداری، زیرساخت‌های شهری، تولید غذای دام، حیوانات خانگی و نیز پرورش حیوانات اهلی (با ۱۹ کارخانه تولیدی و بیش از ۱۰۰۰ مزرعه پرورش) فعالیت می‌کند.
گروه سی‌جی در سال ۱۹۵۳ تحت نام چیل جیدان و به‌عنوان زیرمجموعه‌ای از گروه سامسونگ تأسیس شد و ۵ دهه زیرچتر این گروه کره‌ای به‌طور مداوم فعالیت‌هایش را در صنایع گوناگون توسعه داد. این شرکت در سال ۲۰۰۲ از گروه سامسونگ تفکیک شد. گروه سی‌جی با مدیریت لی جای-هیون تا سال ۲۰۰۷ به‌تدریج کلیه شرکت‌های پیشین زیرمجموعه خود را از سامسونگ تفکیک نمود و به‌عنوان شرکت‌های تابعه و فرعی خود ثبت نمود.
دفتر مرکزی این شرکت در شهر سئول، کره جنوبی قرار دارد و بخشی از سهام آن در بازار بورس کره معامله می‌شود.